# كورتيس جوردن
كورتيس جوردن (بالإنجليزية: Curtis Jordan)‏ هو لاعب كرة قدم أمريكية أمريكي، ولد في 25 يناير 1954 في لوبوك في الولايات المتحدة.

## وصلات خارجية
- كورتيس جوردن على موقع مرجع كرة القدم المحترفة.كوم (الإنجليزية)